# MediEvil (serie)
MediEvil è una serie videoludica creata da SCE Cambridge Studio e pubblicati da Sony Interactive Entertainment. 
La serie ruota attorno al protagonista Sir Daniel Fortesque, un cavaliere non-morto che viene resuscitato accidentalmente e cerca di salvare il regno di Gallowmere dallo stregone Zarok. La serie conta di tre capitoli principali: MediEvil (1998) e MediEvil 2 (2000) sono stati pubblicati su PlayStation, MediEvil Resurrection (2005) è stato pubblicato su PlayStation Portable. Nel 2019 è uscito il remake del primo capitolo intitolato semplicemente MediEvil ed è stato pubblicato su PlayStation 4.

## La serie

### MediEvil
Primo capitolo della serie. La trama è ambientata nel Medioevo nel 1286 dove un potente stregone di nome Zarok progetta di conquistare il regno di Gallowmere con il suo esercito di non-morti. Durante la battaglia, un cavaliere ciarlatano, Sir Daniel Fortesque guidò un esercito che riuscì a uccidere Zarok; tuttavia in realtà Dan fu colpito e ucciso dalla prima freccia lanciata in battaglia. Gli abitanti di Gallowmere pensarono che fu Sir Daniel a sconfiggere Zarok e col passare degli anni resero la figura di Sir Dan come quella di un eroe leggendario che ha sconfitto lo stregone dopo un'epica battaglia. Cento anni dopo lo stregone tornò e scagliò un incantesimo per risvegliare il suo esercito di non-morti, tuttavia involontariamente fa rivivere il cadavere di Dan. Così facendo Sir Daniel ha l'opportunità di sconfiggere sul serio Zarok e diventare l'eroe che tutti pensano che sia. Il gioco è stato distribuito in Europa il 9 ottobre 1998 e in Nord America il 21 ottobre 1998 e in Giappone il 17 giugno 1999 per Playstation.

### MediEvil 2
Secondo capitolo della serie. La trama è ambientata nella Londra vittoriana. La tomba di Sir Daniel viene trovata e portata al British Museum. Un nobile inglese di nome Lord Palenthorn ritrova il libro di magie di Zarok con l'intenzione di conquistare la città. Palenthorn utilizza il libro di magie e risveglia i non-morti della città, tra cui ancora una volta Sir Daniel. Lo scheletro cavaliere viene aiutato dal professore Hamilton Kift e
il suo aiutante fantasma Winston, facendo la conoscenza di Kira una mummia egiziana che inizia una relazione con Sir Daniel. Il gioco è stato distribuito il 19 aprile 2000 in Europa e il 30 aprile 2000 in Nord America per Playstation.

### MediEvil Resurrection
Terzo capitolo della serie. Il gioco è una rivisitazione del primo capitolo, infatti la trama è uguale a quella del primo MediEvil, tuttavia presenta delle differenze nella trama e del gameplay. In questo capitolo Sir Daniel è accompagnato da un genio di nome Al-Zalam che abita all'interno del suo cranio. Il gioco è stato distribuito il 1 ° settembre 2005 in Europa e il 13 settembre 2005 in Nord America per Playstation Portable.

### MediEvil(2019)
Quarto capitolo della serie. È il remake del primo MediEvil del 1998, sviluppato da Other Ocean Interactive. La trama è esattamente uguale a quella del capitolo originale, tuttavia è stato migliorato il gameplay e la grafica. Il gioco è stato distribuito il 25 ottobre 2019 per PlayStation 4.